# 埃德納鎮區 (明尼蘇達州奧特泰爾縣)
埃德納鎮區（英語：Edna Township）是位於美國明尼蘇達州奧特泰爾縣的一個行政鎮區，於1882年設立。

## 地方資料
埃德納鎮區的面積為89.90平方千米，當中陸地面積為67.62平方千米，而水域面積為22.27平方千米。根據2020年美國人口普查的數據，當地共有人口905人，而人口密度為每平方千米10.07人。